# Vanakripa gigaspora
Vanakripa gigaspora är en svampart som beskrevs av Bhat, W.B. Kendr. & Nag Raj 1993. Vanakripa gigaspora ingår i släktet Vanakripa, divisionen sporsäcksvampar och riket svampar.   Inga underarter finns listade i Catalogue of Life.